# Giro d'Italia 1931
Il Giro d'Italia 1931, diciannovesima edizione della "Corsa Rosa", si svolse in dodici tappe, dal 10 maggio al 31 maggio 1931, su un percorso di 3 001 km. Fu vinto dall'italiano Francesco Camusso davanti ai connazionali Luigi Giacobbe e Luigi Marchisio. Su 109 partenti, arrivarono al traguardo finale 65 corridori.
Nel 1931 fece la sua comparsa al Giro la maglia rosa (colore della Gazzetta dello Sport), con la funzione di contraddistinguere il leader della classifica generale. Il primo a indossarla fu Learco Guerra, vincitore della prima tappa nella sua Mantova. Nelle settimane seguenti la corsa fu caratterizzata da numerosi colpi di scena e cambi di leadership.
Nella terza tappa da Ravenna a Macerata Guerra perse oltre cinque minuti per una crisi in salita, e cedette la maglia ad Alfredo Binda. Nella sesta tappa, da Napoli a Roma, l'organizzazione, per ravvivare la corsa, fece partire prima i corridori "aggruppati" e, quindici minuti dopo, quelli "isolati". Ettore Meini, un isolato, si aggiudicò la tappa; Binda fu invece coinvolto in una caduta nei pressi dell'ippodromo di Villa Glori, e attardato dovette cedere la maglia a Michele Mara: si ritirerà nella tappa seguente. Proprio nella settima tappa, con arrivo a Perugia, il simbolo del primato passò a Luigi Marchisio, gregario di Binda, che lo mantenne fino al termine della tappa successiva, quando dovette cederlo a Learco Guerra. Nella nona tappa, tra Montecatini Terme e Genova, il mantovano fresco di "rosa" venne però urtato da un tifoso e cadde: ferito al costato dal freno della bicicletta di un altro ciclista, fu costretto al ritiro. La maglia tornò quindi a Marchisio, che si giocò la vittoria finale con altri due piemontesi, Luigi Giacobbe, gregario di Guerra, e Francesco Camusso. Dopo che Giacobbe ebbe vestito di rosa a Cuneo, fu Camusso nella seguente Cuneo-Torino a fare la differenza lungo la discesa del Sestriere, aggiudicandosi la tappa dopo una fuga solitaria di oltre 130 km e ipotecando così il successo finale.

## Tappe
| Tappa  | Data      | Percorso                    | km    | Vincitore di tappa | Leader cl. generale |
| ------ | --------- | --------------------------- | ----- | ------------------ | ------------------- |
| 1ª     | 10 maggio | Milano > Mantova            | 206   | Learco Guerra      | Learco Guerra       |
| 2ª     | 11 maggio | Mantova > Ravenna           | 216   | Learco Guerra      | Learco Guerra       |
| 3ª     | 13 maggio | Ravenna > Macerata          | 288   | Alfredo Binda      | Alfredo Binda       |
| 4ª     | 15 maggio | Macerata > Pescara          | 234   | Alfredo Binda      | Alfredo Binda       |
| 5ª     | 17 maggio | Pescara > Napoli            | 282   | Michele Mara       | Alfredo Binda       |
| 6ª     | 19 maggio | Napoli > Roma               | 256   | Ettore Meini       | Michele Mara        |
| 7ª     | 21 maggio | Roma > Perugia              | 247   | Learco Guerra      | Luigi Marchisio     |
| 8ª     | 23 maggio | Perugia > Montecatini Terme | 246   | Learco Guerra      | Learco Guerra       |
| 9ª     | 25 maggio | Montecatini Terme > Genova  | 248   | Michele Mara       | Luigi Marchisio     |
| 10ª    | 27 maggio | Genova > Cuneo              | 263   | Luigi Giacobbe     | Luigi Giacobbe      |
| 11ª    | 29 maggio | Cuneo > Torino              | 252   | Francesco Camusso  | Francesco Camusso   |
| 12ª    | 31 maggio | Torino > Milano             | 263   | Ambrogio Morelli   | Francesco Camusso   |
| Totale | Totale    | Totale                      | 3 001 |                    |                     |

## Squadre e corridori partecipanti
Si iscrissero alla corsa 118 ciclisti, 40 in rappresentanza di sette squadre da massimo sette ciclisti, o "aggruppati", e 78 senza squadra, o "isolati". I partenti effettivi furono 109.
| N.         | Cod. | Squadra           |
| ---------- | ---- | ----------------- |
| 1-5        |      | Maino-Clément     |
| 6-9, 16-18 |      | Ganna-Dunlop      |
| 10-15      |      | Gloria-Hutchinson |
| 19-22      |      | Touring-Pirelli   |

| N.     | Cod. | Squadra            |
| ------ | ---- | ------------------ |
| 23-29  |      | Legnano-Hutchinson |
| 30-36  |      | Bianchi-Pirelli    |
| 37-40  |      | Olympia-Spiga      |
| 61-138 |      | Isolati            |

## Dettagli delle tappe

### 1ª tappa
- 10 maggio: Milano > Mantova – 206 km

Risultati
| Pos. | Corridore     | Squadra | Tempo    |
| ---- | ------------- | ------- | -------- |
| 1    | Learco Guerra | Maino   | 6h07'19" |
| 2    | Alfredo Binda | Legnano | s.t.     |
| 3    | Michele Mara  | Bianchi | s.t.     |

### 2ª tappa
- 11 maggio: Mantova > Ravenna – 216 km

Risultati
| Pos. | Corridore       | Squadra | Tempo     |
| ---- | --------------- | ------- | --------- |
| 1    | Learco Guerra   | Maino   | 7h.03'10" |
| 2    | Fabio Battesini | Maino   | s.t.      |
| 3    | Michele Mara    | Bianchi | s.t.      |

### 3ª tappa
- 13 maggio: Ravenna > Macerata – 288 km

Risultati
| Pos. | Corridore      | Squadra | Tempo     |
| ---- | -------------- | ------- | --------- |
| 1    | Alfredo Binda  | Legnano | 10h16'26" |
| 2    | Luigi Giacobbe | Maino   | s.t.      |
| 3    | Michele Mara   | Bianchi | s.t.      |

### 4ª tappa
- 15 maggio: Macerata > Pescara – 234 km

Risultati
| Pos. | Corridore     | Squadra | Tempo    |
| ---- | ------------- | ------- | -------- |
| 1    | Alfredo Binda | Legnano | 8h11'03" |
| 2    | Learco Guerra | Maino   | s.t.     |
| 3    | Michele Mara  | Bianchi | s.t.     |

### 5ª tappa
- 17 maggio: Pescara > Napoli – 282 km

Risultati
| Pos. | Corridore     | Squadra | Tempo     |
| ---- | ------------- | ------- | --------- |
| 1    | Michele Mara  | Bianchi | 10h48'18" |
| 2    | Learco Guerra | Maino   | s.t.      |
| 3    | Alfredo Binda | Legnano | s.t.      |

### 6ª tappa
- 19 maggio: Napoli > Roma – 265 km

Risultati
| Pos. | Corridore         | Squadra | Tempo    |
| ---- | ----------------- | ------- | -------- |
| 1    | Ettore Meini      | Isolati | 7h50'37" |
| 2    | Antonio Pesenti   | Isolati | s.t.     |
| 3    | Renato Scorticati | Isolati | s.t.     |

### 7ª tappa
- 21 maggio: Roma > Perugia – 247 km

Risultati
| Pos. | Corridore         | Squadra | Tempo    |
| ---- | ----------------- | ------- | -------- |
| 1    | Learco Guerra     | Maino   | 7h55'26" |
| 2    | Francesco Camusso | Gloria  | a 36"    |
| 3    | Severino Canavesi | Gloria  | a 1'01"  |

### 8ª tappa
- 23 maggio: Perugia > Montecatini Terme – 246 km

Risultati
| Pos. | Corridore        | Squadra | Tempo    |
| ---- | ---------------- | ------- | -------- |
| 1    | Learco Guerra    | Maino   | 7h48'13" |
| 2    | Michele Mara     | Bianchi | a 35"    |
| 3    | Raffaele Di Paco | Maino   | s.t.     |

### 9ª tappa
- 25 maggio: Montecatini Terme > Genova – 248 km

Risultati
| Pos. | Corridore           | Squadra | Tempo    |
| ---- | ------------------- | ------- | -------- |
| 1    | Michele Mara        | Bianchi | 8h58'50" |
| 2    | Luigi Giacobbe      | Maino   | s.t.     |
| 3    | Domenico Piemontesi | Bianchi | s.t.     |

### 10ª tappa
- 27 maggio: Genova > Cuneo – 263 km

Risultati
| Pos. | Corridore          | Squadra | Tempo    |
| ---- | ------------------ | ------- | -------- |
| 1    | Luigi Giacobbe     | Maino   | 8h58'50" |
| 2    | Francesco Camusso  | Gloria  | s.t.     |
| 3    | Aristide Cavallini | Isolati | s.t.     |

### 11ª tappa
- 29 maggio: Cuneo > Torino – 252 km

Risultati
| Pos. | Corridore         | Squadra | Tempo    |
| ---- | ----------------- | ------- | -------- |
| 1    | Francesco Camusso | Gloria  | 8h29'44" |
| 2    | Luigi Giacobbe    | Maino   | a 3'10"  |
| 3    | Luigi Marchisio   | Legnano | s.t.     |

### 12ª tappa
- 31 maggio: Torino > Milano – 263 km

Risultati
| Pos. | Corridore        | Squadra | Tempo    |
| ---- | ---------------- | ------- | -------- |
| 1    | Ambrogio Morelli | Bianchi | 9h13'23" |
| 2    | Ettore Meini     | Isolati | s.t.     |
| 3    | Aldo Canazza     | Legnano | s.t.     |

## Classifiche finali

### Classifica generale - Maglia rosa
| Pos. | Corridore          | Squadra | Tempo      |
| ---- | ------------------ | ------- | ---------- |
| 1    | Francesco Camusso  | Gloria  | 102h40'46" |
| 2    | Luigi Giacobbe     | Maino   | a 2'47"    |
| 3    | Luigi Marchisio    | Legnano | a 6'15"    |
| 4    | Aristide Cavallini | Isolati | a 10'15"   |
| 5    | Ettore Balmamion   | Isolati | a 12'45"   |
| 6    | Augusto Zanzi      | Ganna   | a 12'46"   |
| 7    | Antonio Pesenti    | Isolati | a 13'50"   |
| 8    | Ambrogio Morelli   | Bianchi | a 16'59"   |
| 9    | Felice Gremo       | Legnano | a 27'05"   |
| 10   | Eugenio Gestri     | Legnano | a 32'25"   |

### Classifica isolati
| Pos. | Corridore          | Squadra | Tempo      |
| ---- | ------------------ | ------- | ---------- |
| 1    | Aristide Cavallini | Isolati | 102h51'01" |
| 2    | Ettore Balmamion   | Isolati | a 2'30"    |
| 3    | Antonio Pesenti    | Isolati | a 3'35"    |
| 4    | Renato Scorticati  | Isolati | a 40'55"   |
| 5    | Casimiro Bianchin  | Isolati | a 52'20"   |